# Käräjät
Käräjät – wiece plemienne, na których plemiona ugrofińskie (Finowie bałtyccy) zbierali się w celu omówienia najważniejszych spraw (wojna, budowa twierdz, wymiar sprawiedliwości, podział gruntów, rozstrzyganie sporów). Najważniejszą rolę odgrywała tam starszyzna plemienia (szamani, arystokracja oraz lokalny  przywódca). Najczęściej käräjät były zwoływane na wzgórzu lub w miejscu kultu religijnego (tzw. sędziowski krąg, ułożony z kamieni, otaczający miejsce zebrań), gdzie według wierzeń duchy i bogowie mieli wysłuchiwać przemawiających i pomagać im w podjęciu właściwej decyzji. Każdy uczestnik wiecu musiał przysiąc przed bogami, że nie dopuści się kłamstwa w czasie obrad.
W poszczególnych plemionach ich przebieg nieco się różnił. Szczególnie praktykowano ten sposób podejmowania decyzji w IX–XIII wieku, kiedy plemiona fińskie tworzyły organizmy przedpaństwowe. Wówczas wspólnota składająca się z kilku lub kilkunastu wsi tworzyła jednostkę terytorialną, zwaną w Finlandii pitäjä (w Estonii i wśród Liwów kihelkond, w kronice Henryka Łotysza nazywaną kilegund) i składała się z kilku lub kilkunastu wsi. Jego odpowiednikiem wśród Słowian pełniło opole i odgrywało ono zbliżoną rolę. W IX-X wieku wyodrębniły się związki wyższego rzędu, zwane maakunta (maakond w Estonii i wśród Liwów). Kilka takich jednostek tworzyło plemię (heimo), o losach którego najprawdopodobniej decydował "wielki wiec" - ylikäräjät, w którym brali udział przywódcy poszczególnych maakond. System ten prawdopodobnie mógł powstać dopiero w XI-XII wieku i z czasem wśród niektórych plemion można zaobserwować spadek roli starszyzny na rzecz władzy książęcej (np. Lembitu z Lehola w Estonii). Przypuszcza się, że wielki wiec decydował o sprawach obronności, kultu religijnego, prawa zwyczajowego oraz stał na straży rozwoju handlu. Ustrój ten określa się mianem demokracji plemiennej, występującej także u Bałtów, Słowian i Germanów, ale w późniejszym okresie doszło do rozwoju zależności feudalnych.
Wśród germańskich ludów żyjących w Skandynawii odpowiednikiem käräjät był thing. W Finlandii utraciły one znaczenie po przyłączeniu kraju do Szwecji w 1249 roku, gdy regent Jarl Birger zreformował administrację królestwa i ograniczył wpływy thingów na rzecz Rady Królewskiej. Käräjät przekształciły się w lokalny sejmik, który w ciągu kilkuset lat stworzył podwaliny pod rozwój fińskiego parlamentaryzmu. W Estonii i na Łotwie system ten został całkowicie rozbity w wyniku podboju przez Zakon Kawalerów Mieczowych. Krzyżowcy w okresie podbojów zawierali sojusze z pojedynczymi przywódcami, w celu pokonania innych, rozbijając tym samym jedność plemienia, a później przeważnie im ją odbierali i nadawali przybyszom z Niemiec. Wotowie, Iżorowie, którzy mieszkali w Ingrii oraz Wepsowie (tereny na wschód od Jeziora Ładoga) utracili niezależność na rzecz Republiki Nowogrodzkiej na przełomie XII i XIII wieku. Ich ziemie podlegały kolonizacji słowiańskiej, a elity tych plemion uległy z czasem asymilacji. 
W oparciu o jednostki podziału terytorialnego występującego wśród Finów Bałtyckich szwedzcy, krzyżaccy i nowogrodzcy zdobywcy stworzyli własną strukturę administracyjną.